# 石门水库 (乐东)
石门水库是中国海南省乐东黎族自治县西南部九所镇境内望楼河下游的一座中型水库，是一座以灌溉为主，结合防洪、发电和养鱼的多年调节的中型水利枢纽。

石门水库工程始建于1958年，1969年扩建。现总库容6450万立方米，正常蓄水库容2080万立方米。大坝中央段为浆砌石重力坝，最大坝高15.5米，坝顶长度78米，两侧为均质土坝，最大坝高24米，坝顶长度217米。右岸输水涵洞处设有坝后引水式发电站，装机2台容量2520千瓦，年发电量267万千瓦时。
水库是望楼河下游灌区的主要供水水源，设计灌溉面积1.15万公顷，现灌溉面积9300公顷。石门水库属于长茅灌区渠道水库，长茅水库放水归河，经石门水库再分东、西干渠引水灌溉，长茅、石门以及西干渠下游的三曲沟水库组成一个灌溉系统。库区植被覆盖良好，水土流失程度轻微，水库淤积少，水质符合国家Ⅱ类水标准。